# Tennis Masters Cup 2000
De Tennis Masters Cup 2000 werd voor de eerste keer in Lissabon gehouden. Het toernooi werd van 27 november tot 3 december 2000 in de Pavilhão Atlântico op hardcourtbanen gespeeld. Het deelnemersveld bestond uit de beste acht spelers in de ATP Rankings.

## Enkelspel

### Deelnemers
De acht geplaatste spelers:
| Nr. | Speler             | Resultaat    |
| --- | ------------------ | ------------ |
| 1.  | Marat Safin        | halve finale |
| 2.  | Gustavo Kuerten    | winnaar      |
| 3.  | Pete Sampras       | halve finale |
| 4.  | Magnus Norman      | groepsfase   |
| 5.  | Jevgeni Kafelnikov | groepsfase   |
| 6.  | Lleyton Hewitt     | groepsfase   |
| 7.  | Àlex Corretja      | groepsfase   |
| 8.  | Andre Agassi       | finale       |

### Groepsfase
De eindstand in de groepsfase wordt bepaald door achtereenvolgend te kijken naar eerst het aantal overwinningen in combinatie met het aantal wedstrijden. Mochten er dan twee spelers gelijk staan wordt er naar het onderling resultaat gekeken. Mocht het aantal overwinningen en wedstrijden bij drie of vier spelers gelijk wordt er gekeken naar het percentage gewonnen sets en eventueel gewonnen games. Als er dan nog steeds geen ranglijst opgemaakt kan worden dan beslist de wedstrijd commissie.

#### Rode Groep
|                |                | Uitslag            |
| -------------- | -------------- | ------------------ |
| Marat Safin    | Pete Sampras   | 3–6, 2–6           |
| Lleyton Hewitt | Àlex Corretja  | 6–3, 6–7(3–7), 3–6 |
| Marat Safin    | Lleyton Hewitt | 6–4, 6–4           |
| Pete Sampras   | Àlex Corretja  | 7–6(2), 7–5        |
| Marat Safin    | Àlex Corretja  | 6–7(6), 7–5, 6–3   |
| Pete Sampras   | Lleyton Hewitt | 5–7, 0–6           |

| Nr. | Speler         | Wedstrijd W - V | Sets W - V | Games W - V |
| --- | -------------- | --------------- | ---------- | ----------- |
| 1   | Pete Sampras   | 2-1             | 4-2        | 31-29       |
| 2   | Marat Safin    | 2-1             | 4-3        | 36-35       |
| 3   | Àlex Corretja  | 1-2             | 3-5        | 42-48       |
| 4   | Lleyton Hewitt | 1-2             | 36-33      | 3-4         |

#### Groene Groep
|                    |                    | Uitslag       |
| ------------------ | ------------------ | ------------- |
| Gustavo Kuerten    | Magnus Norman      | 7–5, 6–3      |
| Jevgeni Kafelnikov | Andre Agassi       | 1–6, 4–6      |
| Gustavo Kuerten    | Jevgeni Kafelnikov | 6–3, 6–4      |
| Magnus Norman      | Andre Agassi       | 3–6, 2–6      |
| Gustavo Kuerten    | Andre Agassi       | 6–4, 4–6, 3–6 |
| Magnus Norman      | Jevgeni Kafelnikov | 6–4, 5–7, 1–6 |

| Nr. | Speler             | Wedstrijd W - V | Sets W - V | Games W - V |
| --- | ------------------ | --------------- | ---------- | ----------- |
| 1   | Andre Agassi       | 3-0             | 6-1        | 40-23       |
| 2   | Gustavo Kuerten    | 2-1             | 5-2        | 38-31       |
| 3   | Jevgeni Kafelnikov | 1-2             | 2-5        | 29-36       |
| 4   | Magnus Norman      | 0-3             | 1-6        | 25-42       |

### Knock-outfase
|  | Halve finale | Halve finale    | Halve finale | Halve finale | Halve finale |   |              | Finale          | Finale | Finale | Finale | Finale | Finale | Finale |
|  |              |                 |              |              |              |   |              |                 |        |        |        |        |        |        |
|  | 3            | Pete Sampras    | 7            | 3            | 4            |   |              |                 |        |        |        |        |        |        |
|  | 2            | Gustavo Kuerten | 65           | 6            | 6            |   |              |                 |        |        |        |        |        |        |
|  | 2            | Gustavo Kuerten | 65           | 6            | 6            |   | 2            | Gustavo Kuerten | 6      | 6      | 6      |        |        |        |
|  |              |                 |              |              |              |   | 2            | Gustavo Kuerten | 6      | 6      | 6      |        |        |        |
|  |              | 8               | Andre Agassi | 4            | 4            | 4 |              |                 |        |        |        |        |        |        |
|  | 8            | 8               | Andre Agassi | 4            | 4            | 4 | Andre Agassi | 6               | 6      |        |        |        |        |        |
|  | 8            |                 |              |              |              |   | Andre Agassi | 6               | 6      |        |        |        |        |        |
|  | 1            | Marat Safin     | 3            | 3            |              |   |              |                 |        |        |        |        |        |        |

## Dubbelspel
Het ATP Tour World Championships 2000 dubbelspeltoernooi vond plaats in Bangalore, India. Het toernooi werd van 11 tot 17 december 2000 in het KSLTA Tennis Center op hardcourtbanen gespeeld. Het deelnemersveld bestond uit de beste acht dubbels op de ATP Rankings.
De acht geplaatste dubbels:

### Deelnemers
| Ranking | Spelers                       | Prestatie    |
| ------- | ----------------------------- | ------------ |
| 1       | Ellis Ferreira Rick Leach     | Halve finale |
| 2       | Paul Haarhuis Sandon Stolle   | Round Robin  |
| 3       | Alex O'Brien Jared Palmer     | Round Robin  |
| 4       | Joshua Eagle Andrew Florent   | Round Robin  |
| 5       | Donald Johnson Piet Norval    | Winnaars     |
| 6       | Jaime Oncins Daniel Orsanic   | Round Robin  |
| 7       | Simon Aspelin Johan Landsberg | Halve finale |
| 8       | Mahesh Bhupathi Leander Paes  | Runners-up   |

### Groepsfase
De eindstand in de groepsfase wordt bepaald door achtereenvolgend te kijken naar eerst het aantal overwinningen in combinatie met het aantal wedstrijden. Mochten er dan twee koppels gelijk staan wordt er naar het onderling resultaat gekeken. Mocht het aantal overwinningen en wedstrijden bij drie of vier koppels gelijk wordt er gekeken naar het percentage gewonnen sets en eventueel gewonnen games. Als er dan nog steeds geen ranglijst opgemaakt kan worden dan beslist de wedstrijd commissie.

#### Rode Groep
|                             |                               | Uitslag          |
| --------------------------- | ----------------------------- | ---------------- |
| Ellis Ferreira Rick Leach   | Joshua Eagle Andrew Florent   | 4–6, 6–3, 7–6(2) |
| Jaime Oncins Daniel Orsanic | Simon Aspelin Johan Landsberg | 2–6, 4–6         |
| Ellis Ferreira Rick Leach   | Jaime Oncins Daniel Orsanic   | 6–1, 5–7, 5–7    |
| Joshua Eagle Andrew Florent | Simon Aspelin Johan Landsberg | 5–7, 6–7(4)      |
| Ellis Ferreira Rick Leach   | Simon Aspelin Johan Landsberg | 1–6, 6–3, 1–6    |
| Joshua Eagle Andrew Florent | Jaime Oncins Daniel Orsanic   | 6–1, 3–6, 6–4    |

| Nr. | Speler                        | Wedstrijd W - V | Sets W - V | Games W - V |
| --- | ----------------------------- | --------------- | ---------- | ----------- |
| 1   | Simon Aspelin Johan Landsberg | 3-0             | 6-1        | 41-25       |
| 2   | Ellis Ferreira Rick Leach     | 1-2             | 4-5        | 41-45       |
| 3   | Joshua Eagle Andrew Florent   | 1-2             | 3-5        | 41-42       |
| 4   | Jaime Oncins Daniel Orsanic   | 1-2             | 3-5        | 32-43       |

#### Gouden Groep
|                             |                              | Uitslag          |
| --------------------------- | ---------------------------- | ---------------- |
| Paul Haarhuis Sandon Stolle | Alex O'Brien Jared Palmer    | 5–7, 6–2, 6–4    |
| Donald Johnson Piet Norval  | Mahesh Bhupathi Leander Paes | 4-6, 4-6         |
| Paul Haarhuis Sandon Stolle | Donald Johnson Piet Norval   | 2–6, 6–7(6)      |
| Alex O'Brien Jared Palmer   | Mahesh Bhupathi Leander Paes | 2–6, 6–4, 7–6(5) |
| Paul Haarhuis Sandon Stolle | Mahesh Bhupathi Leander Paes | 5–7, 4–6         |
| Alex O'Brien Jared Palmer   | Donald Johnson Piet Norval   | 5–7, 6–7(7)      |

| Nr. | Speler                       | Wedstrijd W - V | Sets W - V | Games W - V |
| --- | ---------------------------- | --------------- | ---------- | ----------- |
| 1   | Mahesh Bhupathi Leander Paes | 2-1             | 5-2        | 41-32       |
| 2   | Donald Johnson Piet Norval   | 2-1             | 4-2        | 35-31       |
| 3   | Paul Haarhuis Sandon Stolle  | 1-2             | 2-5        | 34-39       |
| 4   | Alex O'Brien Jared Palmer    | 1-2             | 3-5        | 39-47       |

### Knock-outfase
|  | Halve finale | Halve finale                  | Halve finale                 | Halve finale | Halve finale |   |                              | Finale                     | Finale | Finale | Finale | Finale | Finale | Finale |
|  |              |                               |                              |              |              |   |                              |                            |        |        |        |        |        |        |
|  | 7            | Simon Aspelin Johan Landsberg | 4                            | 7            | 3            |   |                              |                            |        |        |        |        |        |        |
|  | 5            | Donald Johnson Piet Norval    | 6                            | 5            | 6            |   |                              |                            |        |        |        |        |        |        |
|  | 5            | Donald Johnson Piet Norval    | 6                            | 5            | 6            |   | 5                            | Donald Johnson Piet Norval | 7      | 6      | 6      |        |        |        |
|  |              |                               |                              |              |              |   | 5                            | Donald Johnson Piet Norval | 7      | 6      | 6      |        |        |        |
|  |              | 8                             | Mahesh Bhupathi Leander Paes | 68           | 3            | 4 |                              |                            |        |        |        |        |        |        |
|  | 8            | 8                             | Mahesh Bhupathi Leander Paes | 68           | 3            | 4 | Mahesh Bhupathi Leander Paes | 6                          | 7      |        |        |        |        |        |
|  | 8            |                               |                              |              |              |   | Mahesh Bhupathi Leander Paes | 6                          | 7      |        |        |        |        |        |
|  | 1            | Ellis Ferreira Rick Leach     | 3                            | 5            |              |   |                              |                            |        |        |        |        |        |        |